# ニシヤマ・ソウキチ
ニシヤマ・ソウキチ（ヴィクトル・サブロビッチ、NISHIYAMA Sokichi, Нисияма Сокити, Victor Saburovich, Виктор Сабурович，西山荘吉，1945年1月21日 - 2005年5月6日）は、ロシアの実業家、政治家。日系ロシア人。

## 来歴
1945年、当時日本施政下であった樺太本斗郡好仁村南名好（現ロシア連邦サハリン州ネベリスク地区シェブニノ村）で7人兄弟の末子として出生。
南樺太には同年8月にソ連軍が侵攻、以来当地はソビエト連邦の実効支配下に置かれ、翌1946年以降、米ソ協定締結に伴い日本人の引揚事業が開始されたが、ニシヤマ一家はサハリンに残留、トマリ市（旧泊居郡泊居町）に移住する。
トマリ市で学校を卒業後、軍に入隊。スペツナズにおいて無線兵として勤務。除隊後、高麗人女性と結婚、2人の娘をもうけるが、長女は成人後ガンで死亡。次女は健在で、孫娘にも恵まれた。1976年にユジノサハリンスク国立教育大学（現サハリン国立総合大学）で地理学の教員免許を取得後、トマリ市にて地理学と生物学などの教師をしていた。ペレストロイカ、ソビエト連邦の崩壊を経て、個人事業主として家族と共にさまざまなビジネスに乗り出し、製菓学校の設立経営などを行った。
2004年10月10日に行われたトマリ地区（トマリ市・クラスノゴルスク村・イリインスキー村を管轄）の地区長選挙に立候補、45％以上の得票を得て当選（投票率は60％超）したが、2005年5月、脳出血によりユジノサハリンスク市内のサハリン州立病院にて60歳で死去。
ロシアが南樺太を実効支配して以来、日系人がロシアや樺太の地方で行政府の首長になることは、異例中の異例であった。

## エピソード
- 両親は1936年、恵須取郡恵須取町 (現ウグレゴルスク市)に炭鉱労働者として渡樺、ついで樺太南端にある南名好に入植、農業を営んでいた。
- 幼少期からロシア名は「ヴィクトル」。トマリ市民からはヴィクトル・ソボルビッチあるいはサブロビッチ（父親の名前「サブロー」に由来）などの愛称で親しまれていた。
- ジリノフスキー率いる極右民族主義政党ロシア自由民主党党員で、同党トマリ地区組織代表であった。北方領土問題については返還反対論者であった一方、日本との経済交流には前向きであった。
- 日本語については「もう忘れた」との報道。
- トマリ地区長当選以降、同じく日系人でペルー元大統領のアルベルト・フジモリにちなみ「サハリンのフジモリ」というニックネームが付けられていた。